# موجو (زبان برنامه‌نویسی)
موجو (به انگلیسی: Mojo) یک زبان برنامه نویسی است که توسط شرکت مدولار توسعه یافته‌است. در ماه مه ۲۰۲۳ توسط مرورگر در دسترس قرار گرفت. این زبان قادر است برخی از برنامه‌های پایتون را اجرا کند. توسعه دهندگان چندین هدف برای بهبود موجو دارند.

## طراحی و توسعه مبدأ
در سال ۲۰۲۲، شرکت مدولار توسط کریس لاتنر، معمار اصلی زبان برنامه نویسی سوئیفت، و تیم دیویس، رهبر فکری یادگیری ماشینی در گوگل، تأسیس شد.
در سپتامبر ۲۰۲۲، یک ساخت اولیه از موجو به صورت داخلی توسط شرکت مدولار با ویژگی‌های کامپایل پیشرفته که توسط MLIR، چارچوب کامپایلر نمایندگی چند سطحی میانی ارائه شده بود، منتشر شد.
سیستم نوع آن ترکیبی است (چیزی بین استاتیک و پویا)، با توجه به اینکه توسعه‌دهنده می‌تواند با انتخاب کلمه کلیدی (بین fn و def) تایپ استاتیک با کارایی بالا را برای تعریف عملکرد خود انتخاب کند.
موتور استنتاج مدولار همراه شامل یک کامپایلر و زمان اجرا است.

## مقایسه با پایتون
هدف زبان برنامه نویسی Mojo سازگاری کامل با اکوسیستم پروژه ژوپیتر است. هنوز به‌طور کامل با کدهای Python 3.x سازگار نیست، فقط زیرمجموعه‌ای از نحو آن را فراهم می‌کند، مثلاً آرگومان‌های کلمه کلیدی برای توابع، کلمه کلیدی جهانی، درک فهرست و فرهنگ لغت و پشتیبانی از کلاس‌ها را فراهم می‌کند. علاوه بر این، Mojo همچنین ویژگی‌هایی را اضافه می‌کند که برنامه‌نویسی سطح پایین عملکردی را امکان‌پذیر می‌سازد: "fn" برای ایجاد توابع تایپ شده، کامپایل شده و "struct" برای جایگزین‌های بهینه‌شده با حافظه برای کلاس‌ها. یک ساختار در Mojo شبیه کلاس پایتون است: هر دو از متدها، فیلدها، بارگذاری بیش از حد اپراتورها، دکوراتورها برای برنامه‌نویسی متا پشتیبانی می‌کنند. موجو می‌تواند با استفاده مجدد از زمان اجرا CPython، کدهای موجود پایتون 3.x را فراخوانی کند. ماژولار قصد دارد یکپارچگی را برای وارد کردن شفاف ماژول‌های Clang C/C++ و ایجاد شفاف رابط عملکرد خارجی بین C/C++ و Mojo اضافه کند.
موجو دارای یک چک کننده قرض است که از راست تأثیر گرفته‌است و از این نظر به پایتون شباهت ندارد.

## نمونه‌های برنامه نویسی
برنامه سلام جهان:
```
print
(
'Hello, world!'
)

```

## نسخه ها
- در 7 سپتامبر 2023 نسخه لینوکس منتشر شد.[۱۰]

- در 19 اکتبر 2023 نسخه mac منتشر شد.[۱۱]